# Schaal Sels 2016
La Schaal Sels 2016, novantesima edizione della corsa, valida come evento dell'UCI Europe Tour 2016 categoria 1.1, si svolse il 28 agosto 2016 su un percorso di 194,7 km. Fu vinta dal belga Wout Van Aert, che concluse la gara in 4h51'20" alla media di 40,1 km/h, seguito dai belgi Timothy Dupont e Stijn Steels.
Dei 147 ciclisti alla partenza furono 47 a portare a termine la gara.

## Squadre partecipanti
| N.      | Cod. | Squadra                     |
| ------- | ---- | --------------------------- |
| 1-6     | WGG  | Wanty-Groupe Gobert         |
| 11-16   | TSV  | Topsport Vlaanderen-Baloise |
| 21-26   | ROP  | Roompot Oranje Peloton      |
| 31-36   | ONE  | ONE Pro Cycling             |
| 41-46   | CCC  | CCC Sprandi Polkowice       |
| 51-56   | GAZ  | Gazprom-RusVelo             |
| 61-66   | CRV  | Crelan-Vastgoedservice      |
| 71-76   | BOC  | Beobank-Corendon            |
| 81-86   | MNG  | Marlux-Napoleon Games       |
| 91-96   | ERA  | ERA-Murprotec               |
| 101-106 | WGN  | Team Wiggins                |
| 111-116 | NPC  | Team NFTO                   |
| 121-126 | CAT  | Cycling Academy Team        |

| N.      | Cod. | Squadra                          |
| ------- | ---- | -------------------------------- |
| 131-136 | AIW  | Avanti Isowhey Sport             |
| 141-146 | SKT  | An Post-ChainReaction            |
| 151-156 | TKG  | Kuota-Lotto                      |
| 161-166 | RIJ  | Cyclingteam Join's-De Rijke      |
| 171-176 | MET  | Metec-TKH                        |
| 181-186 | WIL  | Veranda's Willems Cycling Team   |
| 191-196 | WBC  | Wallonie Bruxelles-Group Protect |
| 201-206 | CIB  | Cibel-Cebon                      |
| 211-216 | VER  | Veranclassic-Ago                 |
| 221-226 | SHI  | Superano Ham-Isorex              |
| 231-236 | MMM  | Team 3M                          |
| 241-246 | SSG  | Stölting Service Group           |

## Ordine d'arrivo (Top 10)
| Pos. | Corridore           | Squadra         | Tempo    |
| ---- | ------------------- | --------------- | -------- |
| 1    | Wout Van Aert       | Crelan          | 4h51'20" |
| 2    | Timothy Dupont      | Veranda's       | a 15"    |
| 3    | Stijn Steels        | Topsport Vl.    | s.t.     |
| 4    | Baptiste Planckaert | Wallonie        | s.t.     |
| 5    | Xandro Meurisse     | Wanty-Gobert    | s.t.     |
| 6    | Brian van Goethem   | Roompot         | s.t.     |
| 7    | Tim Declercq        | Topsport Vl.    | a 18"    |
| 8    | Joeri Stallaert     | Cibel–Cebon     | a 1'56"  |
| 9    | Taco van der Hoorn  | Join's-De Rijke | a 1'57"  |
| 10   | Ludwig De Winter    | Wallonie        | a 2'04   |